# قوة رد فعل الأرض
في الفيزياء، ولا سيما في الميكانيكا الحيوية، يشير مصطلح قوة رد فعل الأرض إلى القوة المبذولة من الأرض على أي جسم متماس معها.
على سبيل المثال، الشخص الذي يقف على الأرض دون حركة يبذل قوة تماس مع الأرض (تساوي وزن الشخص) وفي الوقت ذاته تقابل قوة رد فعل الأرض المبذولة من الأرض تجاه الشخص.
في المثال المذكور أعلاه، تتزامن قوة رد فعل الأرض مع مفهوم القوة العمودية. ومع ذلك، وفي الحالة الأعم، فإن قوة رد فعل الأرض سيكون لديها مكون متوازٍ مع الأرض، على سبيل المثال عندما يمشي الشخص - وهي الحركة التي تتطلب تبادل القوى الأفقية (الاحتكاكية) مع الأرض.
ولقد اشتق استخدام تعبير رد الفعل من القانون الثالث لنيوتن، الذي ينص في الأساس على أنه في حالة تأثير قوة، تسمى الفعل، في جسم، فإن لها قوة أخرى مساوية، تسمى رد الفعل، تؤثر في الجسم الآخر. وعادة ما يشار إلى القوة المبذولة من الأرض على أنها رد الفعل، ومع ذلك، فبينما يعد التمييز بين الفعل ورد الفعل هو أمر اعتباطي تمامًا، فقد يكون تعبير فعل الأرض، من حيث المبدأ، مقبولاً أيضًا.
مكون قوة رد فعل الأرض الموازي للسطح هو قوة الاحتكاك. عندما يحدث انزلاق، يسفر معدل كمية قوة الاحتكاك للقوة العمودية عن معامل الاحتكاك الثابت.
ويتم رصد قوة رد فعل الأرض عادة لتقييم إنتاج القوة في مجموعات مختلفة داخل المجتمع. يعد الرياضيون أحد هذه المجموعات التي يتم دراستها عادة للمساعدة في تقييم المجموعات القادرة على بذل القوة والطاقة. ومن الممكن أن يساعد هذا في إنشاء معاملات خط الأساس عند إنشاء نظم القوة والتكيف من وجهة نظر التأهيل والتدريب. تعد قفزات البلايوميتريك، مثل قفزة السقوط، عبارة عن نشاط غالبًا ما يُستخدم لاكتساب مزيد من الطاقة والقوة التي قد تؤدي إلى تحسين القدرة العامة على أرض الملعب. عند الهبوط من ارتفاع آمن في المسابقات الثنائية في قوة رد فعل الأرض فيما يتعلق بالهبوط مع القدم الأساسية أولاً متبوعة بالقدم الأخرى، وقد أظهرت الدراسات أنه لا توجد دلالات في المكونات الثنائية مع الهبوط بالقدم المهيمنة أولاً والأسرع من القدم الأخرى غير المهيمنة في ناتج قوة رد فعل الأرض العمودية.